# Choi Seung-yoon
Choi Seung-yoon (Hangul: 최승윤; 30 de junio de 1984) es un actor surcoreano.

## Biografía
En 2003 se unió a la Universidad Dongguk (inglés: "Dongguk University") donde se graduó en teatro y cine en 2011.

## Carrera
Es miembro de la agencia "Think Entertainment".
En el 2018 se unió al elenco recurrente de la serie Life on Mars donde dio vida a Kim Min-seok, un asesino en serie de 2018.
En el 2019 se unió al elenco recurrente de la serie Romance is a Bonus Book donde interpretó a Bae Kwang-soo, un empleado en la editorial.
En junio del mismo año realizó dos apariciones en la serie Voice 3: City of Accomplices donde dio vida a Oh Jin-shik.
El 18 de diciembre del mismo año apareció como personaje principal del drama especial My Uncle is Audrey Hepburn donde dio vida a Oh Doo-il, el guardián y tío de Oh Joon-ho (Kim Woo-suk), a quien le pide que lo llame "Audrey".

## Filmografía

### Series de televisión
| Año     | Título                                 | Personaje                | Notas                   |
| ------- | -------------------------------------- | ------------------------ | ----------------------- |
| 2014    | Mother's Garden                        | Joong Goo                |                         |
| 2016    | The Good Wife                          | -                        |                         |
| 2018    | Life on Mars                           | Kim Min-seok             |                         |
| 2019    | Romance is a Bonus Book                | Bae Kwang-soo            |                         |
| 2019    | Voice 3: City of Accomplices           | Oh Jin-shik              | 2 episodios             |
| 2019    | My Uncle is Audrey Hepburn             | Audrey / Oh Doo-il       | Drama Stage, 1 episodio |
| 2019    | Aterrizaje de emergencia en tu corazón | Oficial del NIS          | Ep. 15-16               |
| 2020    | Memorist                               | Min Jae-gyu (de joven)   | Ep. 8-10                |
| 2020    | Hospital Playlist                      | exnovio de Chae Song-hwa | Ep. 1 y 2               |
| 2020    | Train                                  | Dr. Suk Min-joon         | 8 episodios             |
| 2021    | Love Scene Number                      | Ji Hee-sang              |                         |
| 2021    | Love Spoiler                           | -                        | Drama Stage             |
| 2021    | Sell Your Haunted House                | Nam Young-do             | 2 episodios - invitado  |
| 2021    | The Witch's Diner                      | exnovio de Jung-jin      | Aparición especial      |
| 2021-22 | Uncle                                  | Joo-no                   |                         |
| 2022    | Love All Play                          | Yeon Seung-woo           |                         |
| 2024    | Una familia atípica                    | Cho Ji-han               |                         |

### Películas
| Año  | Título            | Personaje                         | Notas                                                                                              |
| ---- | ----------------- | --------------------------------- | -------------------------------------------------------------------------------------------------- |
| 2015 | Love Clinic       | Doctor en sala de partos (pasado) | junto a Oh Ji-ho, Kang Ye-won, Ha Joo-hee, Kim Min-kyo y Hong Seok-cheon                           |
| 2016 | Phantom Detective | Asaltante en el Muelle #1         | junto a Lee Je Hoon, Kim Sung-kyun, Go Ara, Kim Min-seok, Byun Yo-han, Roh Jeong-eui y Hwang Bo-ra |
| 2016 | 도시체험          | -                                 | |
| 2018 | Tender & Witch    | -                                 | |

### Anuncios
| Año | Título                  | Notas |
| --- | ----------------------- | ----- |
| -   | 맥도날드                |       |
| -   | SK T맵                  |       |
| -   | NH생명화재 행복자산플랜 |       |